# La vita dopo - The Fallout
La vita dopo - The Fallout (The Fallout) è un film del 2021 diretto da Megan Park. 
Il film, sceneggiato dalla stessa regista al suo debutto, ha come protagonisti Jenna Ortega nei panni di Vada Cavell, e Maddie Ziegler nei panni di Mia Reed, due studentesse delle superiori che affrontano un significativo trauma emotivo a seguito di una sparatoria nel loro liceo.
Presentato in anteprima al South by Southwest il 17 marzo 2021 e distribuito il 27 gennaio 2022 su HBO Max da Warner Bros. Pictures e New Line Cinema, il film ha ricevuto il plauso della critica, che ha elogiato regia, sceneggiatura, la colonna sonora di Finneas O'Connell, e la performance di Jenna Ortega.

## Trama
Nel corso di una normale giornata di scuola, la liceale Vada va in bagno durante le lezioni in quanto chiamata dalla sorella minore Amelia, alle prese con il primo ciclo. Proprio in quel momento si verifica un massacro scolastico e Vada si nasconde in uno dei bagni con la compagna di scuola Mia; le due vengono raggiunte da un compagno di nome Quinton, visibilmente sconvolto e sporco di sangue del fratello che è stato ucciso.
Nelle settimane seguenti, l'accaduto porta Vada a cadere in depressione e a isolarsi dalla famiglia; a scuola non riesce a recarsi in bagno a causa del trauma e, quando una lattina viene schiacciata, si urina nei pantaloni nel sentire il rumore. Cerca di superare la situazione assumendo ecstasy, pertanto il suo migliore amico Nick deve aiutarla a superare lo stato confusionario che ne deriva. Dopo una notte di bevute con Mia, le due si baciano e hanno un rapporto sessuale. Vada e Nick discutono sul fatto che Vada non riesca a superare il suo trauma e lei, successivamente, si sfoga con Quinton e cerca di baciarlo, ma lui la respinge con gentilezza in quanto non si sente ancora pronto per una relazione. Vada si isola ulteriormente dai familiari e amici, inclusa Mia.
In seguito, Amelia confessa a Vada di pensare che lei si risenta con lei per averle telefonato poco prima della sparatoria, che l'ha portata a essere ulteriormente in pericolo, ma Vada la rassicura sul fatto che non sia così e le due fanno pace. Vada riesce a riconciliarsi anche con i genitori e Mia, mettendo in chiaro con quest'ultima di essere soltanto amiche. Durante la sua seguente sessione di terapia, Vada dimostra di aver fatto notevoli progressi nel superare quanto le è successo, pur ammettendo di essersi probabilmente separata in definitiva con Nick.
Successivamente, mentre aspetta che Mia termini la sua lezione di ballo, Vada riceve sul suo cellulare la notifica di un'altra sparatoria scolastica dall'altra parte del Paese e ha un attacco di panico, segno che non riuscirà mai del tutto a lasciarsi alle spalle la traumatica esperienza.

## Produzione
Nel febbraio del 2020, Megan Park, come regista e sceneggiatrice, e Jenna Ortega, come protagonista, si sono unite al cast del film; così come, nell'aprile e maggio seguenti, si sono uniti anche Maddie Ziegler e Will Ropp. Infine, nell'agosto dello stesso anno, sono stati aggiunti anche Shailene Woodley, Niles Fitch, Julie Bowen e John Ortiz.

### Riprese
Le riprese, previste per essere iniziate a marzo 2020, sono state rinviate a causa della pandemia di COVID-19 in corso; e si sono svolte poi davvero a Los Angeles, dal 5 agosto all'11 settembre 2020.

## Colonna sonora
All'inizio del 2021, è stato reso pubblico che Finneas O'Connell avrebbe composto la colonna sonora del film, segnando il suo debutto come compositore cinematografico. La soundtrack completa è stata poi pubblicata dalla WaterTower Music il 28 gennaio 2022.

## Distribuzione
Il film, i cui diritti sono stati poi acquistati dalla Universal Pictures, è uscito nelle sale cinematografiche statunitensi in occasione della sua anteprima al Southwest Film Festival, il 17 marzo 2021; è stato poi distribuito nel mondo on demand dal 27 gennaio 2022, dalla HBO Max, che ne aveva acquistato i diritti di distribuzione.
In Italia è stato distribuito su tutte le principali piattaforme dal 14 giugno 2022.

## Accoglienza

### Critica
Il film è stato notevolmente acclamato dalla critica, specialmente per la regia della regista Megan Park e per la performance della protagonista Jenna Ortega: sul sito web Rotten Tomatoes il film riceve l'eccezionale quota di 93% di recensioni professionali positive, con un voto medio di 8/10, basato su 68 recensioni; il consenso critico del sito afferma: "Interessante e ben recitato, il film rappresenta perfettamente le conseguenze di un trauma e i mezzi per affrontarlo attraverso il dolore di una giovane ragazza".
Su Metacritic il film ottiene un punteggio di 84 su 100, basato su 12 critiche, indicando "riconoscimento universale".
Su Variety il film è stato considerato un "debutto stellare" per la Park ed Ortega.
The Hollywood Reporter, elogiando la regia e la sceneggiatura , ha definito il film "straordinario, sensibile ed intenso, che dimostra come gli esseri umani non siano tutti 'una taglia unica', ma che ognuno affronta la tragedia a modo suo".

## Riconoscimenti
| Premio                                         | Categoria                                      | Destinatario | Risultato | Riferimenti |
| ---------------------------------------------- | ---------------------------------------------- | ------------ | --------- | ----------- |
| South by Southwest Film Festival               | Narrative Feature Competition Grand Jury Award | The Fallout  | Vinto     | [ 20 ]      |
| South by Southwest Film Festival               | Brightcove Illumination Award                  | Megan Park   | Vinto     | [ 20 ]      |
| South by Southwest Film Festival               | Narrative Feature Competition Audience Award   | The Fallout  | Vinto     | [ 21 ]      |
| Hollywood Critics Association Midseason Awards | Miglior attrice                                | Jenna Ortega | Candidata | [ 22 ]      |
| Hollywood Critics Association TV Awards        | Miglior film streaming                         | The Fallout  | Candidato | [ 23 ]      |
| Austin Film Critics Association                | Breakthrough Artist Award                      | Jenna Ortega | Vinto     | [ 24 ]      |